# Lethocerus
Lethocerus is een geslacht van wantsen uit de familie reuzenwaterwantsen (Belostomatidae). Het geslacht werd voor het eerst wetenschappelijk beschreven door Gustav Mayr in 1853.

## Soorten
Het genus bevat de volgende soorten:

- Lethocerus americanus (Leidy, 1847)
- Lethocerus angustipes Mayr, 1871
- Lethocerus annulipes (Herrich-Schäffer, 1845)
- Lethocerus bruchi De Carlo, 1931
- Lethocerus camposi (Montandon, 1900)
- Lethocerus colossicus (Stål, 1854)
- Lethocerus cordofanus (Mayr, 1852)
- Lethocerus delpontei De Carlo, 1930
- Lethocerus dilatus Cummings, 1933
- Lethocerus distinctifemur Menke, 1960
- Lethocerus edentulus (Montandon, 1898)
- Lethocerus grandis (Linnaeus, 1758)
- Lethocerus indicus (Lepeletier & Audinet-Serville, 1825)
- Lethocerus insulanus (Montandon, 1898)
- Lethocerus jimenezasuai De Carlo, 1957
- Lethocerus maximus De Carlo, 1938
- Lethocerus mazzai De Carlo, 1961
- Lethocerus medius (Guérin-Méneville, 1857)
- Lethocerus melloleitaoi De Carlo, 1933
- Lethocerus oculatus (Montandon, 1896)
- Lethocerus patruelis (Stål, 1854)
- Lethocerus sulcifemoralis Říha & Kukalová, 1967
- Lethocerus truxali Menke, 1959
- Lethocerus turgaicus Popov, 1971
- Lethocerus uhleri (Montandon, 1896)